# Primitives
PrimiTives is een studioalbum van Remy en Synth.nl. Remy is daarbij Remy Stroomer, Synth.nl is Michel van Ossenbruggen. De heren ontmoetten elkaar tijdens E-Live in 2007 georganiseerd door Groove Unlimited. Ze blijken beide liefhebber te zijn van de muziek van Jean Michel Jarre, maar hebben een verschillende invalshoek. Stroomer heeft een (niet voltooide) muzikale opleiding genoten, van Ossenbruggen speelt intuïtief. Toch blijkt de elektronische muziek van Jarre een basis om samen te werken. De muzikale inbreng van Synth.nl is voor luisteraars van zijn eerdere muziek direct herkenbaar in de soms slepende melodielijn. De klassiek opleiding van Stroomer is terug te vinden in de (elektronische) koorpartijen in Frozen cubes.

## Musici
- Remy Stroomer – synthesizers, elektronica
- Synth.nl – synthesizers, elektronica

## Muziek
| Nr. | Titel             | Duur  |
| --- | ----------------- | ----- |
| 1.  | Underground tubes | 12:18 |
| 2.  | Traffic cones     | 7;22  |
| 3.  | Ancient pyramides | 7:05  |
| 4.  | Liquid spheres    | 6:26  |
| 5.  | Fractured splines | 7:10  |
| 6.  | Crashing toroids  | 5:45  |
| 7.  | Paper planes      | 6:57  |
| 8.  | Frozen cubes      | 5:21  |
| 9.  | Burning cylinders | 12:31 |